# O upravljanju Carstvom
O upravljanju carstvom (lat. De administrando imperio, skraćeno DAI) djelo je bizantskog cara Konstantina VII. Porfirogeneta iz 10. stoljeća pisano na grčkom jeziku. Latinski naziv dao mu je 1611. godine nizozemski učenjak Johannes Meursius koji ga je prvi objavio. Konstantin djelu nije dao precizan naziv, već na početku stoji posveta sinu Romanu. Stoga se smatra da je djelo nastalo kao priručnik za budućeg cara.
Djelo je pisano kao diplomatski priručnik; obzirom na ozbiljnu namjeru i činjenicu da su čitatelji bili ljudi koji su ili već imali opsežna znanja o dijelovima obrađene materije, ili će takva znanja biti u prilici steći, valjalo bi pretpostaviti da su podatci onoliko točni, a argumentacija precizna koliko je razina znanja Bizanta tog doba najviše omogućavala. Povjesničari iznose različita mišljenja, u kojoj su mjeri i na koji način prikazi povijesnih okolnosti u DEI pod utjecajem potreba i ideologije bizantske politike iz 10. stoljeća. 
To je najznačajniji spis za povijest Hrvata i južnih Slavena. U 29., 30., 31. poglavlju (o Hrvatima), u 32. – 36. (o Srbima, Zahumljanima, Travunjanima, Dukljanima i Paganima) te u 13., 40. i 41. poglavlju daje vrlo važne obavijesti o najranijoj povijesti Hrvata; bilježi narodnu predaju o pradomovini i doseobi Hrvata (legenda o petero braće i dvjema sestrama), o propasti bizantske vlasti u Dalmaciji, o borbama Hrvata sa susjednim narodima, i dao je podatke o hrvatskim županijama i gradovima. Djelo je nastalo oko 950. Premda su u znanstvenoj literaturi otvorene rasprave o (ne)točnosti i (ne)proturječnosti njegovog sadržaja, jedan je od ključnih izvora za hrvatsku ranosrednjovjekovnu povijest.

## Rukopisi
Izvornik nije sačuvan, a najstariji prijepis potječe s kraja 11. stoljeća. Taj rukopis se u znanstvenoj literaturi označava slovom P (skraćeno od Codex Parisinus gr. 2009). Njega je 1509. godine prepisao Antonio Eparchus. Ovaj prijepis označava se kao V (Codex Vaticanus-Palatinus gr. 126) i popraćen je opaskama kasnijih čitatelja na latinskom i grčkom. Treća kopija, F (Codex Parisinus gr. 2967) prijepis je rukopisa V. Konačno, četvrti i nedovršeni rukopis je M (Codex Mutinensis gr. 179), prijepis rukopisa P, učinjen od Andrije Darmarija između 1560. and 1586. godine. Rukopisi P i F čuvaju se u Bibliothèque Nationale u Parizu, rukopis V u vatikanskoj knjižnici, a rukopis M u Modeni.

## Osobine
Djelo je doduše pisano ad usum delphini, tj. kao uputa sinu i nasljedniku Romanu II., ali to caru nije bilo jedina svrha. Okružen skupom učenjaka, car je sve svoje vrijeme posvećivao znanstvenom radu. Politički su ga obziri primoravali da prešuti poneku za Bizant neugodniju vijest, tako da njegova djela nisu uvijek iskrena ni kritički pisana. Careva se težnja za isticanjem uloge Bizanta u povijesti južnih Slavena i napose Hrvata očituje u nastojanju da događaje prikaže u što povoljnijem svjetlu po Bizant. Zato je prema njegovim tvrdnjama, koje je kritika, posve razumljivo, morala odbiti, carstvo imalo i u doseljenju i u pokrštavanju Hrvata glavnu riječ. Pokušaji da zaobiđe poznatu povijesnu istinu često su dovodili i samoga cara do kontradiktornih vijesti, koje katkad nije ni nastojao izgladiti.
Kako je uz cara radila čitava skupina obrazovanih ljudi, jer njegov interes nije ograničen samo na povijest, to se vrlo često ne može razabrati što je pisao on sam, a što ljudi oko njega. Međutim, stilska nedotjeranost u O upravljanju carstvom i često nezavršene rečenice pokazuju da djelo nije doživjelo konačnu redakciju. Zato i djeluje kao skup sabranih vijesti, a ne kao sustavno pisana povijest. Takav se karakter djela može donekle protumačiti izvorima, kojima se car i njegovi pomagači služe.
Naime, danas je nakon svestrane analize djela jasno da je osim službenih arhiva i starijih historiografskih djela caru služila i narodna tradicija. Ona je naročito došla do izražaja u carevu i anonimovu poglavlju o Hrvatima, u kojem se djelomično oslanjao i na priče iz Balkana odnosno iz Dalmacije. No, car se nije ustručavao bitno izmijeniti narodnu tradiciju i umjesto priče o doseljenju Hrvata pod vodstvom petero braće umetnuti cara Heraklija po čijoj su se tobože zapovijedi naselili Hrvati. Pored svih nedostataka, ne može se poreći da je De administrando imperio jedan od najvrijednijih historiografskih bizantskih izvora za povijest Hrvata do 10. stoljeća, a osobito za bizantsku Dalmaciju do toga vremena. Bez podataka o dolasku Hrvata, ostala bi ta stranica hrvatske povijesti nepoznata.
Teuta Serreqi Jurić nalazi da - makar su razna poglavlja u DAI očito pisana različitim stilom, takva različitost stilova može biti pripisana odluci jednog te istog autora da piše u šest stilskih razina; koje međutim imaju dovoljno stilskih poveznica da se sve mogu pripisati jednom jedinom autoru.

## Sadržaj
O upravljanju carstvom donosi važne podatke za ranu povijest mnogih europskih etničkih skupina od kojih su neka svoja imena zadržala do današnjih vremena, dok su druga nestala iz pisanih izvora. Od slavenskih etničkih skupina, O upravljanju carstvom donosi podatke o Hrvatima, Srbima, Neretvanima, Zahumljanima, Travunjanima, Kanalitima, Dukljanima, Moravljanima i tako dalje, dok od ostalih skupina veliku pozornost posvećuje Mađarima i Pečenezima. 
Spis O upravljanju carstvom Hrvate i Hrvatsku spominje u više poglavlja. Sam spis je kompilacija raznih podataka, mjestimično proturječnih. Stoga je nejasno što je točno pisao car, a što njegovi suradnici. Najvažnije podatke donose 29., 30. i 31. poglavlje. Dio podataka o hrvatskoj povijesti nalazi se u ostalim poglavljima, npr. 13. ili 41.
Za povijest južnih Slavena najvažnija su poglavlja od 29. do 36, i to:
- 29. O Dalmaciji i susjednim plemenima
- 30. Priča o provinciji Dalmaciji,
- 31. O Hrvatima i zemlji u kojoj sada obitavaju,
- 32. O Srbima i zemlji u kojoj sada obitavaju,
- 33. O Zahumljanima i zemlji u kojoj sada obitavaju,
- 34. O Travunjanima i Konavljanima i zemlji u kojoj sada obitavaju,
- 35. O Dukljanima i zemlji u kojoj sada obitavaju,
- 36. O Paganima koji se nazivaju i Neretvani i zemlji u kojoj sada obitavaju.

Car raspoređuje građu u tim poglavljima po točno određenom planu: najprije je kako tvrdi, u sve zemlje car Dioklecijan doveo Romane, a onda su se za Heraklija prilike izmijenile, tako da su se po njegovoj zapovijedi naselili u Dalmaciju Hrvati ili Srbi i to pošto su istjerali Avare (Hrvati) ili pošto su avarsku zemlju našli napuštenu (Srbi). Car je dakle htio čitatelje uvjeriti da je Bizant upravljao sudbinom Balkana u doba naseljavanja južnih Slavena. Takvo mu je netočno prikazivanje trebalo naročito zato da u što nepovoljnijem svjetlu prikaze prošlost Hrvata, koji su u njegovo vrijeme dijelili (za Tomislava) vlast s Bugarima na Balkanu. Car je išao dapače tako daleko da je bizantskom caru pripisivao zaslugu za pokrštenje Hrvata.

### Poglavlje 13
Pod nazivom O narodima koji su susjedi Turaka (tu Konstantin naziv "Turci" koristi za narod kojega mi danas zovemo "Mađari") nalazi se podatak o položaju Hrvata: 
»Ovi narodi su susjedi Turaka: njima na zapadnoj strani Frankija; njima na sjever Pečenezi; i na južnoj strani velika Moravska, zemlja Spendoplokosa koja je sad posve uništena od ovih Turaka i od njih zauzeta. S onu stranu planina Hrvati su susjedni Turaka.«

## Poglavlja 29-31
Navedena poglavlja donose niz podataka o narativima kojima se opisivao dolazak Hrvata, pokrštavanju, zatim o vojnoj moći ranosrednjovjekovne Hrvatske, ali i dalmatinskim gradovima. Među povjesničarima prevladava mišljenje da je Konstantin napisao samo 29. i 31. poglavlje, a da je 30. naknadno umetnuo neki anonimni nastavljač.

### Poglavlje 29
U 29. poglavlju govoreći o bizantskoj provinciji Dalmaciji, car se ne želi ograničiti na oskudne podatke. Stoga je to poglavlje mnogo opsežnije i bogatije povijesnom građom i, što je možda mnogo važnije, car je u prikazu dalmatinske povijesti dosta iskren. I tu se oslanja, čini se, na narodnu tradiciju (npr. za pad Salone), pa ako ponegdje u podacima griješi, onda to valja svesti na loše izvore, kojima se služi. Osobito plastičnu sliku pruža carev opis dalmatinskih gradova. Car se za njega tako dobro pripremio i dao da se skupi toliko podataka da je za svaki grad mogao nabrajati najvažnije znamenitosti (osobito o svecima zaštitnicima i o građevinama u gradovima). Nije se mogao odreći etimoloških tumačenja imena gradova, ali se u tome ne razlikuje od drugih srednjovjekovnih pisaca.
U poglavlje o Dalmaciji umetnut je i vrlo opsežan tekst o arapsko-bizantskoj borbi za južnu Italiju, napose za Bari. Prikazujući politički odnos slavenskih plemena prema Bizantu u 9. stoljeću, car je bio iskren i priznao je da su se oslobodili bizantske prevlasti i postali samostalni i nezavisni. Jednako je priznao za dalmatinske gradove u tom razdoblju. Na to je nadodao da spomenuta slavenska plemena nemaju arhonte (knezove), nego samo starce župane kao i sve druge slavenske zemlje (sklavinije). U suprotnosti s kasnijim podacima o pokrštenju pojedinih plemena, ovdje tvrdi da su se sva ta plemena, koja su do Bazilija I. ostala nekrštena u njegovo vrijeme pokrstila. Tvrdi, štoviše, da im je Bazilije I. postavio arhonte, koje su sami željeli i iz obitelji, koje su sami odabrali.

### Poglavlje 30
Autor 30. poglavlja (neki povjesničari smatraju da to nije isti autor koji je napisao pretežni dio djela) daje stilski dotjeraniji prikaz napisan u obliku rasprave o Dalmaciji; sadrži temeljitiji i možda iskreniji prikaz od onoga kojega car daje prije toga u 29. poglavlju. Osobito se podaci o Bijelim Hrvatima u Bijeloj Hrvatskoj i u Dalmaciji čine vjerodostojnijima. Ne spominje se uloga cara Heraklija u doseljenju Hrvata Hrvata, koja se spominje kasnije u poglavlju 31.; umjesto toga se u poglavlju 30. iznosi narodna tradicija, tj. legenda o petero braće i dvije sestre koji su doveli Hrvate na jug. Pokrštenje Hrvata također je rezultat samostalne politike Hrvata nakon oslobođenja od franačke vlasti i njihova vezivanja s Rimom za Porina. Nepoznati autor umeće u svoj sastav i borbu Hrvata protiv Franaka i govori o hrvatskoj pobjedi nad njima za kneza Kocilisa (Kocelja). Jedan od najdragocjenijih tu sadržanih podataka o Hrvatskoj u 10. stoljeću jest popis županija. Taj podatak mnogo više vrijedi nego carevi podaci o politici Hrvata, podaci na koje današnjoj historiografiji još nije pošlo za rukom naći zadovoljavajući odgovor. Ništa manje vrijedan nije opis granica sklavinija: Duklje, Travunje, Zahumlja, Paganije, Hrvatske i Srbije. Na kraju, 30. poglavlje završava izvanredno značajnim vijestima o odnosu između Slavena i Romana u Dalmaciji. Zbog tih svojih točnijih podataka i vrlo važnih vijesti, anonimni autor 30. poglavlja kod nekih autora uživa veće povjerenje nego car pisac.
U 30. poglavlju, Konstantin VII. (945.-959.) iznosi da je raniji car Bazilije I. (867.-886.) bio odredio da gradovi u Dalmaciji ubuduće plaćaju bizantskom strategu (vojni i upravni zapovjednik) tek simbolični danak, a da za zaštitu - od napada nepokrštenih Neretvana, u prvom redu - ubuduće plaćaju danak Hrvatima; i to Trogir, Osor, Rab i Krk po 100 numizma (lat. solid, zlatnik od 4,5 grama), Zadar 110 numizma, Split 200 numizma (ukupno 710 zlatnika), uz stanovitu količinu vina i drugih proizvoda. Dubrovnik je plaćao po 36 numizma kneževinama Zahumlje i Travunija (Trebinje), koje će do vremena Konstantina VII. također doći pod hrvatsko vrhovništvo.

### Poglavlje 31
Proturječnosti u carevu djelu bile su jedan od uzroka da se DAI odbacivao kao izvor za najstariju povijest Hrvata. Naime, tako dugo dok se pretpostavljalo da je car autor svih spomenutih glava, proturječnosti su, osobito u podacima o položaju Bijele Hrvatske ili u opisu političkog položaja Bijelih Hrvata u pradomovini, bile tako očite da se carevo djelo odbacivalo kao plod njegove mašte. Tek je podrobnija analiza djela ukazala vjerojatnost da je 30. poglavlje ušlo u djelo kasnije i da mu autor nije car. Time je otpalo mnogo prigovora carevu djelu. Međutim, kad je i svestrano ispitivanje imena Hrvat u češkim, ruskim/ukrajinskim i poljskim izvorima do 11. stoljeća pokazalo da careva Bijela Hrvatska nije zamišljena zemlja, carev je autoritet ponovo uspostavljen. Otad mu se jedino još zamjeralo da nije ništa znao o naseljavanju Srba, a da je ipak prema hrvatskoj seobi sastavio tekst o srpskoj seobi, kao, posve razumljivo, i to da je pridavao ulozi Bizanta zacijelo preveliki značaj.
Osim što je govorio o doseljenju, pradomovini i pokrštenju Hrvata, car je u 31. poglavlju pokušao istaknuti i neke trenutke iz života Hrvata. On tvrdi da Hrvati neće ratovati protiv stranih zemalja jer, je to, kako on tvrdi, posljedica posebne njihove zakletve nekom papi, suvremeniku cara Heraklija, i kasnije, obećanja nekom pobožnom čovjeku po imenu Martinu. Car Konstantin gleda na zbivanja ranijih stoljeća sa stajališta svoga doba ili točnije u svjetlu bugarsko-bizantskih odnosa s početka 10. stoljeća: tako iznosi da je arhont Hrvata od početka (tj. od cara Heraklija) podanički podložan romejskom, tj. bizantskom caru, a ne bugarskom arhontu. Također da pokaže kako taj bizantski car nije bio neprestano tako slab kao za moćnog bugarskog cara Simeona, on je svjesno pomakao granice Carstva daleko prema zapadu; što nije posve dosljedno informaciji sadržanoj u istoj glavi, kako su Hrvati zamijenili avarsku vlast u Dalmaciji.

#### Veličina
Car je i u 31. poglavlju donio nekoliko vrijednih podataka (popis naseljenih gradova u pokrštenoj Hrvatskoj i broj konjice, pješaštva i veličinu mornarice u Hrvatskoj) koji se uz kritičku analizu mogu upotrijebiti. Na osnovi carevih podataka o građanskom ratu za Krešimirova sina Miroslava može se, uz pomoć i nekih drugih izvora, uspostaviti vladarska kronologija sredinom 10. stoljeća. Pribina, koji svrgava Miroslava s prijestolja prvi je poznati ban u Hrvatskoj. Opisom veličine, geografskog položaja, i vojne snage Hrvatske car završava 31. poglavlje. Podatak o tome da krštena Hrvatska može podići 100 tisuća pješaka i 60 tisuća konjanika potaknuo je niz rasprava o realnosti tog broja. Danas prevladava mišljenje, na temelju komparacije s drugim povijesnim vrelima te arheološkim nalazima, da je riječ o pretjeranoj brojci. Novija istraživanja ukazuju da car koristi kraticu "ᾷᾳ" ne za riječ "tisuća" (grč. χιλιάδων), kako su prevoditelji ranije uzimali, nego za riječ "alagij", tj. za vojnu postrojbi određene veličine: alagij (ἀλλάγιον) je predstavljao vojnu postrojbu koja se javlja u 10. st., a broji 50 – 150 (provincijalni alagij) ili 320 – 400 ljudi (carski alagij): hrvatski vladar bi mogao podići do 160 vojnih postrojbi takvog reda veličine, uglavnom mobilizacijom rodovskih snaga.
Problemu broja hrvatskih vojnika u 31. poglavlju spisa O upravljanju carstvom pristupio je nedavno i srbijanski povjesničar Tibor Živković, koji je na temelju uvida u najstariji rukopis tog teksta doveo u pitanje tradicionalno čitanje Porfirogenetove vijesti. Ukazujući ponajprije na paleografski problem razumijevanja tih podataka, Živković je ponudio i tumačenje kojim navedene brojeve svodi na 3.000 - 4.000 konjanika i 20.000 pješaka.
Razna tumačenja izazvao je Pofirogenetov podatak o hrvatskim arhontima Trpimiru, Krešimiru i Miroslavu. Iako tradicionalna historiografija smatra da je ovdje riječ o hrvatskim kraljevima iz desetog stoljeća, Trpimiru II., Krešimiru I. i Miroslavu, novija tumačenja drže da bi ih kronološki trebalo stavljati u deveto stoljeće.

## Poglavlje 32
Sadržaj 32. poglavlja upućuje na zaključak da car mnogo bolje poznaje srpsku nego hrvatsku povijest, što se dade razumijeti jer je Srbija Bizantu bliža, a i značajnija u važnom sukobu s Bugarima. On osobito dobro poznaje Srbiju 10. stoljeća. Detaljno se zadržava na prikazu političkih prilika i završava i ovo poglavlje popisom "naseljenih" gradova u pokrštenoj Srbiji. Za Srbe iznosi Konstantin da su došli također iz područja istočno od Franačke, poput Hrvata, i također za vrijeme cara Heraklija, s kojim su na sličan način ušli u stanoviti politički savez ("zatražili zaštitu"). Srbi imaju teških problema s jačim Bugarima, protiv kojih imaju stanovitu podršku od Hrvatske i Bizanta.

## Poglavlja 33-36
O Zahumljanima, Travunjanima i Dukljanima naprotiv car opet zna vrlo malo. Ipak i za te zemlje donosi popis naseljenih gradova, koji je dakako nepotpun. Ali, on ipak ne odustaje od uobičajnog opisivanja doseljenja i daljega prikazivanja povijesti prema naprijed određenom planu. Njegovi se podaci o neretvanskim otocima upotpunjuju s onima što ih daje anonimni sastavljač 30. poglavlja.

### Pojava etnonima
Vijest Konstantina Porfirogeneta ο ugovoru dalmatinskih gradova sa slavenskim kneževima u zaleđu (u vrijeme cara Bazilija I.) otkriva i imena Travunjana i Zahumljana. Tome se moraju pribrojili i ostale skupine, kao Gačani (Guduscani), Timočani, Moravljani, Konavljani i Dukljani. Ako je suditi prema vijestima iz vremena kada Slaveni na zapadnom Balkanskom poluotoku istupaju iz anonimnosti, u trenutku u kojemu je istočna Jadranska obala postala zanimljiva i u međunarodnim odnosima, čini se da se na početku slavensko pučanstvo diferenciralo u više nego dvije etnogenetske jezgre (hrvatske i srpske).
Zahumljani i Dukljani su u određenim trenutcima bili u prilici razviti se u zasebne narode. Radi toga se javlja i pitanje jesu li doista na prostorima antičke Dalmacije, Prevalitane i Mezije u ranom srednjem vijeku postojala samo dva naroda (Hrvati i Srbi) i koje su tokovi etnogeneza kulturnog, političkog i društvenog razvoja sklavinija južno od Cetine kao i njihov odnos s velikim jezgrama?

### Utjecaj Bizanta
Uz pomoć De administrando imperio može se u prvoj polovici 10. stoljeća dobiti jasnija slika ovih zajednica. Granice među sklavinijama tekle su riječnim koritima, ili su ishodile iz važnih pribalnih gradova (Dubrovnik, Kotor). Je li u takvom uređenju granica sudjelovao Bizant, uključio se u podjelu prije svega na svojim maritimnim sposobnostima? Slaveni su odmah naslijedili antičke administrativne granice kada je riječ ο lokalnoj upravi, moguće da su bizantske vlasti, nakon stupanja doseljenika u federatski odnos s carstvom, odredile i teritorijalne organizacije drugog stupnja, unutar provincije Dalmacije (i Prevalitane). Kasniji tragovi takvog mogućeg bizantskog utjecaja mogli bi se tražiti u vijestima Konstantina Porfirogeneta ο Heraklijevoj ulozi u doseljenju Hrvata i Srba, kao i ο ulozi njegova djeda Bazilija I. u postavljanju vladara pojedinim slavenskim narodima što su od njega primili kršćanstvo. Blijedi bi odjek mogao biti i prikaz Svetopelekova sabora u djelu barskog anonima, na kojemu su sudjelovali i carski poslanici, a posljedica kojega je bila pravilna dioba kraljevstva na četiri jednaka dijela.
Na ovome mjestu valja upozoriti na još jednu moguću granicu, onu na Zrmanji, što je dijelila kasniju bansku (izvorno područje kojim su vladali Trpimirovići, te je kasnije ostala jednom od nekolio banovina) od preostale kraljevske Hrvatske. Ona se također mogla dobro nadzirati uz pomoć brodovlja kojim se moglo na tome mjestu zaći dublje u kopno. Uzme li se u obzir da su upravo u Lici, prema riječima Konstantina Porfirogeneta, postojali ostatci Avara, te da je taj kraj bio podređen upravi bana (funkcije s očitom avarskom tradicijom), mogli bismo pomišljati na postojanje granice na Zrmanji u vrijeme prije Aachenskog mira. Odraz te podjele u tom bi slučaju bila i naslov Borne, kneza Dalmacije i Liburnije, kao uostalom i općenito razlikovanje Dalmacije i Liburnije u suvremenim izvorima. Prema anonimnom ravenatskom geografu, Liburniji su pripadali južno od Zrmanje samo Nin i Karin, iako je njena tradicionalna granica bila na rijeci Krki.
Pod pretpostavkom, kako je Bizant odigrao odlučujuću ulogu u razgraničenju sklavinija, tada se mora carstvu pripisati i začinjanje istočnojadranskih etnogeneza. Očito je, naime, da pri nastanku novih naroda na ovim prostorima prevagu nije odnijela tradicija donesena iz slavenske pradomovine ili pak neke etničke razlike (npr. jezik ili materijalna kultura), nego upravo teritorijalno/političko određenje. Najjasniji je dokaz tomu da svi narodi, osim Hrvata i Srba, ne nose etnička, nego teritorijalna imena, dobivena prema pripadajućim sklavinijama. Čak i na kasnijem središnjem hrvatskom području, prije pojave hrvatskog imena sredinom 9. stoljeća, jedini etnonim je onaj Gačana. On se lijepo uklapa u inače poznatu naviku Slavena da se nazivaju prema rijekama i vodama uz koje obitavaju. Na slavenskom jugu mogu se navesti primjeri Neretvana, Timočana, Moravljana, Morjana i, u krajnjoj liniji, Konavljana.

### Etničko i političko
U Konstantinovu djelu, kojemu su humanisti dali naslov De administrando imperio, povjerljivu priručniku za vođenje vanjske politike Bizantskoga Carstva, to se pripovijeda u dvije verzije. U jednoj (u 29. i 31. glavi) se kaže da se to dogodilo u sporazumu s bizantskim carem Heraklijem (610. – 641.), a u drugoj (u 30. glavi) taj se sporazum ne spominje, a ističu se veze Hrvata s Francima: kako su im u prvo vrijeme bili podložni u staroj domovini i u novoj, a onda se u teškim i krvavim borbama oslobodili njihove vlasti.
U prvoj inačici potječu Hrvati, koji su došli u Dalmaciju od nekrštenih Hrvata u velikoj Hrvatskoj, koja leži sjeverno od Mađarske i u blizini Franačke, te oni tamo žive nekršteni još i u doba kada pisac to piše, a u drugoj dolaze iz zemlje što leži onkraj Bavarske i na području gdje se osjeća franačka moć, a potječu od Bijelih Hrvata, što žive u toj zemlji još i dok pisac to piše. Prema prvoj inačici pokrstili su se odmah poslije doseljenja, a prema drugoj tek pošto su se otresli franačke vlasti. Po prvoj inačici doveo je Hrvate u Dalmaciju knez, a po drugoj sedmero braće, upravo petorica braće i dvije sestre, koji su se odvojili od svojega roda, poveli u Dalmaciju svatko svoj narod, zapravo puk ili vojsku.

Obje se vijesti nalaze u istoj knjizi, ali ima razloga da se pomišlja na to da su im autori različiti, pa bi prva potjecala od samoga cara Konstantina, a druga, nešto malo mlađa, bila bi naknadno uvrštena u njegov tekst. Moguće je, međutim, i to da su tu podatci koje je dobivao iz različitih izvora ostali nesređeni i bez usklađivanja preuzeti u konačni tekst. Bio bi to tada samo nedostatak redakcije. Bolje je stoga govoriti o vijestima o doseobi Hrvata u Dalmaciju kakve su kod Konstantina Porfirogeneta. To kazivanje po duhu i stilu ne pripada učenoj bizantskoj historiografiji, nosi nedvojbena obilježja pučke naive i raspoznaju se u tome tragovi usmene predaje. Osim toga se u tom pripovijedanju prepoznaje osobita književna vrsta, koju filolozi zovu origo gentis (podrijetlo naroda), kazivanje o podrijetlu naroda, kakvima su se u ranom srednjem vijeku novi gentilno organizirani narodi predstavljali obrazovanim baštinicima antičkoga svijeta i time uvrštavali u nj. Odatle se vidi da Konstantin svoje podatke, po svemu se čini, nije crpio iz starijih i danas izgubljenih bizantskih vrela nego, ili preko svojih obavještajaca iz same zemlje Hrvata, ili iz najstarijih spisa koji su, i opet oslanjajući se na usmenu predaju, Romanima u gradovima carske Dalmacije predstavljali hrvatsko podrijetlo.
Glavnu poteškoću uočavanju etničke raznolikosti Slavena duž jadranske obale činilo je tumačenje Konstantina Porfirogeneta, po kojemu su Neretvani (Pagani), Zahumljani, Travunjani i Konavljani porijeklom Srbi. Pri tome je car dosljedno izostavljao Dukljane iz ove srpske zajednice naroda. Čini se, međutim, očitim da car ne želi govoriti ο stvarnoj etničkoj povezanosti, nego da su mu pred očima politički odnosi u trenutku kada je pisao djelo, odnosno iz vremena kada su za nj prikupljani podatci u Dalmaciji. 

Opis se svakako odnosi na vrijeme kada je srpski knez Časlav proširio svoju vlast i na susjedne sklavinije, na južnodalmatinske i  Bosnu. Zajedno sa širenjem političke prevlasti, širilo se, barem kratkotrajno, i etničko ime. Upravo zbog toga car ne ubraja Dukljane u Srbe, niti se srpsko ime u Duklji/Zeti udomaćilo prije 12. stoljeća. Povjesničari koji su bez imalo zadrške Dukljane pripisivali Srbima, pozivali su se na Konstantina, iako im on nije za takve teze davao baš nikakve argumente, navodeći Dukljane isključivo pod njihovim vlastitim etnonimom.

### Neretvani
Što se tiče Neretvana, ili Pagana, njih izvori 9. i 10. stoljeću nazivaju lokalnim toponimima, te nema sumnje u njihovu političku posebnost, izraženu još i dodatnim specifičnostima: kasnim pokrštavanjem i gusarenjem kao važnom privrednom granom. Stapanjem neretvanske kneževine u 11. stoljeću s Hrvatskom, nestalo je i Neretvana kao zasebne cjeline. Pokušaj izjednačavanja Neretvana s Morjanima ili Morsticima hrvatskih isprava i Supetarskog kartulara dosta je uvjerljivo pobio Stjepan Gunjača, čime je uklonio i posljednji (krivi) trag njihove posebnosti u 11. stoljeću.

### Zahumljani
Stanovnike Zahumlja jedino Konstantin označava kao Srbe. Pri čemu prvenstveno objašnjava političku vlast na tom području u vrijeme pisanja spisa.
 Ova sklavinija izlazi iz anonimnosti u vrijeme kneza Mihajla Viševića, kojeg izvori, uključujući De administrando imperio, spominju kao vladara Slavena ili Zahumljana. Pri tome je neobično važna careva vijest ο porijeklu vladajućeg roda: ona, čini se, odgovara lokalnoj tradiciji prema kojoj su Mihajlovi preci potomci Litzika, koji su živjeli uz rijeku Vislu (lokacija Bijele Hrvatske). Ova tradicija nema nikakve veze s Konstantinovom pričom ο seobi Srba, te je jasno da Zahumljani svoje porijeklo nisu izvodili iz srpskoga. Još i u 12. stoljeću najčešći su nazivi za njih jednostavno Slaveni.

### Travunjani
Vrijednost svojih etnogenetskih tumačenja razotkriva car u poglavlju ο Travunjanima, u kojemu kaže da oni pripadaju Srbima, ali samo od vremena Heraklija do kneza Vlastimira, kada su stekli neovisnost. Car očito povezuje etničku i političku pripadnost: u trenutku kada pucaju političke veze, prestaju i one etničke. To napokon u potpunosti omogućava tumačenje Konstantinovih tvrdnji da su Neretvani, Zahumljani, Travunjani i Konavljani Srbi, kada to ne tvrdi nijedan drugi izvor. U slučaju Duklje to je još jasnije jer car, Dukljane ne ubraja u Srbe, iako bi to gotovo moralo proizlaziti iz njihova geografskog položaja.

### Dukljani
Najstarija je povijest Duklje nepoznata. Prve podatke donosi De administrando imperio. Zanimljivo je da car, prilikom nabrajanja dalmatinskih gradova koji su od vremena Bazilija I. plaćali tribut slavenskim vladarima u svom zaleđu, izostavlja Kotor i druge gradove Gornje Dalmacije (osim Dubrovnika, što je ionako potpadao ponekad pod Gornju, ponekad pak pod Donju Dalmaciju). To se ne može protumačiti drugačije nego da je Bizant u 10. stoljeću držao Duklju čvrsto u svojim rukama, te da Kotoru i drugim gornjodalmatinskim gradovima nije od Slavena prijetila nikakva opasnost. Čvrsta je i mitska vlast u njihovom zaleđu uspostavljena već i prije Bazilijeve vladavine. Početke joj treba tražiti najkasnije u vrijeme osnovanja dračke teme u drugom ili trećem desetljeću 9. stoljeća. To što se u izvorima, s iznimkom kod arhonta Petra, čija datacija nije sigurna, ne spominje nijedan dukljanski knez sve do Vladimira (oko 1000.), znak je potpune ovisnosti Duklje o Bizantu. Stalna prisutnost carstva sprječavala je širenje srpske vlasti, pa time i imena, na dukljansko područje. Zbog toga Konstantin niti ne izvodi porijeklo Dukljana od Srba.

### Ostali
Sliku etničke raznolikosti Slavena (a ispuštajući iz vida makedonsko-bugarski i grčki prostor, na kojemu su također živjela brojna plemena - npr. nekoliko samo u okolici Soluna), upotpunjuju još i Moravljani i Timočani sjeverno od Srba, te Karantanaci na zapadu. Svi su oni nosili imena zemljopisnog podrijetla. Pod nazivom O moravskoj zemlji, 41. poglavlje donosi podatak da su Moravljani nakon provale Mađara:
»...pobjegli susjednim narodima, Bugarima, Turcima, Hrvatima i ostalima.«
Zanimljiv je i slučaj Hrvata u međurječju Drave i Save. Usprkos pokušajima Franaka (a i Bugara) da tamo stvore jaču pograničnu upravnu cjelinu, izgleda da se sve do Ladislava kneževska organizacija nije uspjela učvrstiti u većoj mjeri. Uspostavom zajedničke vlasti Arpadovića, kraj između Save i Drave te drugačijom crkvenom organizacijom (Kaločka metropolija, ne splitska), kao i upravnim reformama sredinom 14. st-a počinje se koristi i naziv Slavonija, a stanovnike Slavoncima (Slovincima). U 16. stoljeću se u Slavoniji s nestankom južne hrvatske jezgre javlja povratak hrvatskom imenu, te se kroz vrijeme vraća kao jedini etnonim.

## Izdanja

### Nikola Tomašić
Tomašićev prijevod spisa De administrando imperio, nastao tijekom 1910-ih, objelodanjen je u Vjesniku kr. Hrvatsko-Slavonsko-Dalmatinskoga zemaljskog arkiva, 20, 1918., str. 22-29, gl. 1-36, s instruktivnim Tomašićevim uvodom pod naslovom Život i djela cara Konstantina VII. Porfirogenita, str. 1-21, na istom mjestu. Sam Tomašić nije vidio svog prijevoda jer je ratni broj Vjesnika... dotiskan poslije njegove smrti. Emilij Laszowski, Tomašićev rođak, priredio je preostali rukopis Tomašićeva prijevoda istog djela, gl. 37-53, i objelodanio ga u Vjesniku kr. državnog arkiva, II, serija 8, 1928., str. 1-70. Time je ovo djelo u cjelini prevedeno na hrvatski jezik.
Prijevod s komentarom Nikole Tomašića nije širem čitateljstvu osobito pristupačan, a to je i jedini prijevod tog cjelokupnog djela, toliko važnoga za najraniju povijest Hrvata, napose za rješavanje problema njihove pojave u ranom srednjem vijeku na istočnoj obali Jadrana i u njezinu zaleđu. Samo taj razlog opravdava njegovo ponovno objelodanjivanje, a također nije objavljen grčki izvornik. Nakon 1918., odnosno 1928., pojavio se niz studija, rasprava, monografija, kritičkih izdanja careva spisa De administrando imperio, kao i prijevoda, djelomičnih ili potpunih, koje, dakako, Tomašić nije poznavao. Valja spomenuti najvažnije od tog obilja. Starija izdanja i historiografija, kojom se služio Tomašić čitatelj može naći u Tomašićevu uvodu i brojnim bilješkama uz njegov prijevod.

### Gyula Moravcsik
Godine 1949., nakon višegodišnjih priprema – Drugi svjetski rat otežao je njegov završetak i tiskanje - Gyula Moravcsik, koji je još 1939. pisao o potrebi kritičkog izdanja spisa De administrando imperio, objelodanio je takvo izdanje u Budimpešti, s usporednim prijevodom na engleski jezik R.J.H. Jenkinsa. Bila je to podloga za drugi svezak, Beograd 1959., ambiciozno zamišljenog niza o bizantinskim vrelima za povijest Južnih Slavena, što ga je poslije rata pokrenuo Georgij Ostrogorski, bizantolog svjetskoga glasa, koji je izbjegao iz Sovjetske Rusije, a sadržavao je djela Konstantina Porfirogeneta u redakciji Božidara Ferjančića i s njegovim uvodom i opširnim komentarima gl. 29-36 spisa De administrando imperio, nekoliko redaka iz spisa De thematibus, tek nešto više iz također Konstantinova djela De ceremoniis, te odlomak iz Bazilijeva životopisa. Glava 29. nije ušla u ovo izdanje u potpunosti - ispušten je opširan prikaz posvećen saracenskom vojskovođi Soldanu. Već je Stjepan Antoljak upozorio na to da Ferjančić uopće ne spominje da je carev spis De administrando imperio u cijelosti preveo Nikola Tomašić.
Moravcsik-Jenkinsovo izdanje iz 1949. čini cjelinu sa sveskom komentara koji je ugledao svjetlo dana tek 1962. u Londonu. Tada je pod uredništvom R.I.H. Jenkinsa objelodanjen kao drugi svezak Commentary uz Constantin Porphyrogenitus, De Administrando Imperio, koji su uz Jenkinsa sastavili - svaki za svoju najužu struku - tada vrlo ugledni svjetski bizantolozi: F. Dvornik, B. Lewis, Gy. Moravcsik, D. Obolensky i S. Runciman. Gotovo 221 stranica komentara male osmine. Najzanimljivije glave, 29-36, komentarom je popratio F. Dvornik, a djelomične posljedice toga osjećaju se još i danas. Naime, Dvornik se služio uglavnom historiografijom objelodanjenom na svjetskim jezicima, ne poznavajući u dovoljnoj mjeri hrvatsku i druge južnoslavenske historiografije, iako navodi glavne njihove radove, nažalost, čini se, iz druge ruke.
Nepunih pet godina kasnije ponovno je objelodanjeno Moravcsik-Jenkinsovo kritičko izdanje spisa De administrando imperio iz 1949., ali kao New Revised Edition, Washington 1967. Prvo izdanje iz 1949., komentar iz 1962. te drugo ispravljeno izdanje iz 1967. spisa De administrando imperio popraćeno je brojnim relevantnim ocjenama i prikazima. Njih je popisao R. Benedicty u časopisu Acta antiqua, 1962., 1-3, 307 i d. Bila je to podloga za njihovu skupnu ocjenu, koju je objavio G. Gyorfy u Byzantinische Zeitschrift, 55, 1962., 2, 302-309, gdje se pokazuju sve opravdane primjedbe upućene Moravcsiku, ali i sastavljačima Komentara.

### Mladen Švab
Djelo Konstantina Porfirogeneta De administrando imperio / O upravljanju carstvom prvobitno je bilo planirano izdati s novim hrvatskim prijevodom grčkoga izvornika, jednako tako sa suvremenim komentarima; s novim hrvatskim prijevodom careva teksta trebalo je paralelno tiskati i grčki tekst kao i na engleskom jeziku novi hrvatski prijevod. U ulozi priređivača, a u dogovoru s nakladnikom, toga se obimnoga posla prihvatio povjesničar i bibliograf, urednik u LZMK, mr. sc. Mladen Švab
Okupivši suradnike od početka je znao da će posao trajati, uvjeren, kako će ipak u dvije godine uspješno biti završen s obzirom i na to da je početkom devedesetih priredio pretisak Tomašićeva prijevoda careva djela (tiskan 1994., Zagreb), te da je već imao priređeno i novo izdanje sa svojim opširnim predgovorom, te grčkim izvornikom i engleskim prijevodom, izdanja iz 1949. (Constantine Porphyrogenitus / De administrando imperio; greek text edited by Gy. Moravcsik; english translation by. R.J.H. Jenkins; Budapest 1949). Temeljem toga s nakladnikom je planirao već opisano novo izdanje, s uvidom u novu literaturu i izdanja naknadno tiskana. Kada se cjelovito oblikovani projekt trebao početi realizirati, nažalost, gospodin Švab iznenada je preminuo; nakladniku iz tehničkih razloga nije bilo moguće nastaviti izvedbu zamišljenog projekta, pa je na kraju odlučeno tiskati izdanje od priređivača prethodno pripremljeno.
Novo je izdanje Konstantinova djela, iz 2003., zapravo samo pretisak hrvatskoga Tomašićeva prijevoda iz 1918., kao i grčko-engleskoga paralelnoga teksta Moravcsika i Jenkinsa iz 1949. Nažalost, zbog prerane Švabove smrti nije ozbiljen projekt novoga, kritičkoga hrvatskoga prijevoda koji bi inkorporirao suvremene znanstvene spoznaje i dao prikaz dominantnih, često suprotstavljenih tumačenja.